# 四女神オンライン CYBER DIMENSION NEPTUNE
『四女神オンライン CYBER DIMENSION NEPTUNE』（よんめがみオンライン サイバーディメンションネプテューヌ）は、コンパイルハートより2017年2月9日に発売されたPlayStation 4用ゲームソフト。
Microsoft Windows（Steam）版では2018年2月28日に配信開始した。
架空のゲームハードとゲームメーカーを萌え擬人化したコンパイルハートのRPG「ネプテューヌシリーズ」のひとつ。
キャッチコピーは「女神たち、ネトゲ始めます!」。

## 概要
企画は『超次元大戦 ネプテューヌVSセガ・ハード・ガールズ 夢の合体スペシャル』が終わった頃のタイミングで、ファンタジー版ネプテューヌというコンセプトとなっている。当初ロゴは四角い感じだったが、羽が追加されやや丸めに変更された。サブタイトルもCYBER DIMENSION ONLINEからCYBER DIMENSION NEPTUNEに変更されている。
本作はつなこが作りたいと言ってたゲームであり、それが叶ったものである。
また、四女神オンラインではストーリー原案もつなこが担当している。デザインもファンタジーに寄せてオンラインゲーム風となっている。
ゲーム業界をモデルにした異世界「ゲイムギョウ界」を舞台に女神ネプテューヌとその仲間たちが冒険を繰り広げるパロディRPG。本作では4人の女神が架空のオンラインゲーム『四女神オンライン』に挑むという設定で、『超次元アクション ネプテューヌU』のような純アクションではなく、アクションRPGとしてファンタジーRPGのような形式を模索しているシリーズ初のアクションRPGとなっている。
ゲーム自体がオンラインというわけではなく、ネプテューヌたちがオンラインゲームで遊んでいるという設定であり、基本はオフラインで遊べるようになっている。オンラインで4人協力プレイも可能。ダンジョン探索をマルチプレイで遊べるようにする予定。
通常版のほかにサウンドトラックCD・シチュエーションCD・ビジュアルブックを同梱した限定版「ロイヤルエディション」も発売された。
PS4のネプテューヌシリーズは『新次元ゲイム ネプテューヌVII』に続き2作目だが、本作ではUnreal Engine 4を採用しグラフィックのクオリティが向上している。
なお、今回の四女神オンラインと過去作に出てきた四女神オンラインは関係ない。

## ストーリー
ゲイムギョウ界に存在する4つの国は4人の女神が治めていた。女神の一人・ベールは重度のゲーマーなのだが、G.C.2016年10月24日に人気オンラインゲーム『四女神オンライン』の新バージョンのクローズドβテストに当選する。
G.C.2017年、ベールは他の3人の女神ネプテューヌ、ノワール、ブランを招待し、このゲームのテスターとしてログインする。世界樹リーンヴェルデがそびえる電脳世界（サイバーディメンション）「アルスガルド」にて、四女神の新たな冒険が始まる。

## 登場人物

### プレイヤーキャラクター
四女神の四人ともが主人公という設定。
キャラクターは職業固定でそこに特性を持たせ、育成にカスタマイズ性が追加される予定で、四人以外のキャラも全員武器が変わっている。本作の女神はネプテューヌ達とは別人で服装も異なっており、ネプテューヌ達は変身しない。なお、DLCを入手すると対応する女神の衣装を着せることができる。
ネプテューヌ
声 - 田中理恵
「プラネテューヌ」の守護女神。ゲームの世界では「聖騎士」で剣を持ち、物理・魔法・回復となんでもこなす。実は最も防御力が高い。ネプギアという妹がいる。四女神オンライン特設サイトの雑談掲示板でのユーザーネームは『ねぷねぷ』
ノワール
声 - 今井麻美
「ラステイション」の守護女神。ゲームの世界では「黒騎士」になり、槍を武器として使い近接攻撃が得意。髪型はツインテールで、髪留めには白薔薇の飾りがついている。ユニという妹がいる。四女神オンライン特設サイトの雑談掲示板でのユーザーネームは『のわこ』。
ブラン
声 - 阿澄佳奈
「ルウィー」の守護女神。ゲームの世界では「司祭」になり、杖を武器として使い、回復魔法や支援が得意。ロムとラムという二人の妹がいる。四女神オンライン特設サイトの雑談掲示板でのユーザーネームは『雪ノ宮　真白』。おそらく自作小説の同人ネームも同名と思われる。
ベール
声 - 佐藤利奈
「リーンボックス」の守護女神。ゲームの世界では「付与術士」になる。武器はレイピアで、属性を付与する他、回復能力も持つ。四女神の中で唯一妹がいないため、可愛い女の子を見つけると妹にしようとする。四女神オンライン特設サイトの雑談掲示板でのユーザーネームは『♰ グリーンハート ♰』
ノワールが槍、ベールが剣を扱うのは他の作品とは正反対であり、オープニングでもネプテューヌが「リアルではノワールが剣でベールが槍だけど入れ替わってるんだね」と言っている（他にも本作では「魔法型のブランと物理型のロム」「白い衣装の『ブラック』ハート」「へそを出していないグリーンハート」などの他の作品とは逆になっている特徴が数多くある）。
ネプギア
声 - 堀江由衣
ネプテューヌの妹。ゲームの世界では「魔法使い」になり、武器は箒。ブランを極端に攻撃的にしたような性能で、女神をもはるかに超える最高の魔法性能を持つが、そのほかの性能はどれも低い。四女神オンライン特設サイトの雑談掲示板でのユーザーネームは『姉の妹』
ユニ
声 - 喜多村英梨
ノワールの妹。ゲームの世界では「盗賊」になり、武器はリアルと同じ銃だが、ライフル系ではなく二丁拳銃。最も足が速い。四女神オンライン特設サイトの雑談掲示板でのユーザーネームは『M82』
ロム
声 - 小倉唯
ブランの双子の妹。ゲームの世界では「侍」になり、武器は刀。接近戦の性能は女神並みに高いがその分扱いにくい。台詞は括弧書きの中も言う。四女神オンライン特設サイトの雑談掲示板でのユーザーネームは『ろむちゃん』。ちなみにきのこの村とたけのこの森なら、きのこが好き。
ラム
声 - 石原夏織
ブランの双子の妹。ゲームの世界では「忍」になり、武器は巨大手裏剣。四女神オンライン特設サイトの雑談掲示板でのユーザーネームは『らむちゃん』。きのこの村とたけのこの森、どちらが好きかといえば「おふねがかいてあるチョコのビスケット」が好き。

### 女神
四女神オンラインの世界の女神。4人とも白色基調の新衣装となっており、その姿は天使を思わせる。他のキャラクターを強化したような性能を持ち、「装備の種類が少ない」「着替えられない」「移動モーションが違う」などの特徴がある。NPCという設定であるが、ゲームを進めるとプレイヤーキャラクターになる。なお、過去作でネプテューヌ達が変身する本物はプロローグで一時的に登場するだけである。
パープルハート
声 - 田中理恵
運命を司る女神。武器は片手剣。女神の中でも特に本物と混同されており、初登場時には「もう一人の私」「お姉ちゃん」などと呼ばれて困惑するシーンがある。苦手な食べ物は本物同様ナス。好きな食べ物も同様にプリンであるが食べたことがなかったようで、初めて食べた話では感動していた。女神の中では最も能力のバランスがとれている。
運命に抗う覚悟がある者に力を与えると信じられ、過去の魔王軍との戦いでは全体の指揮をとっていた。また、アルスガルドでは紫は恋愛成就の色と信じられている。
ブラックハート
声 - 今井麻美
繁栄を司る女神。武器は大剣。声は『VⅡ』準拠のため、ノワールよりも低い。服の露出も今までのブラックハートの中で最も激しい。黒要素は装身具と名前だけである。
地上の民に技術を与え、またその力の使い道を誤らぬよう人々を導き、文明の進化を促した存在。また、戦いの神とも言われており、黒騎士団は彼女の在り方を規範として組織されたらしい。
ホワイトハート
声 - 阿澄佳奈
秩序を司る女神。武器は斧。訳あって敬語が出ることがあるが、変身後のブランに似た口調が出ることもある。本物同様に小柄だがロムやブラックハートをも凌駕する全キャラ中最高の攻撃力を誇る。
時の移ろいと自然の理を生み出した存在で、法律や審判の神としても信仰され、罪を犯した者にはその重さを問わず女神の鉄槌が下るという。かつての魔王軍との戦いぶりは「白き壁」と称賛されるが、なぜか彼女の怒りを買うため口にしてはならないとされている。
グリーンハート
声 - 佐藤利奈
豊穣を司る女神。武器は槍。ネプテューヌ曰く「四女神の長女」。ホワイトハートの荒い口調が受け入れられず、度々注意している。他の女神とは異なり、魔法を主体として戦うのが特徴。装束はグリーンハートのデフォルト衣装としては初めてへそを出していない。
世界樹リーンヴェルデと心を交わし合う力を持ち、人々の生活の礎となる豊かな自然を生み出した存在。自然の力を引き出し人々を癒す能力を持つ。それゆえ、リーンヴェルデは豊穣神信仰の聖地とされている。

### ライバルキャラクター
※このキャラクターはKADOKAWAアスキー・メディアワークスのパロディである。
キリア
声 - 千本木彩花
モチーフは「ソードアート・オンライン」シリーズの主人公である「キリト」。†黒猫姫†のことが好きで、まるで彼女の騎士のように振る舞っているが、見た目は女性で、リアルでも同じと思われる。
†黒猫姫†（くろねこひめ）
声 - 山本彩乃
モチーフは「アクセル・ワールド」シリーズのヒロインである「黒雪姫」。戦闘や採集をキリアに任せている、いわゆる『姫プレイ』をしている。ある理由から後述のチーターと化す。四女神オンライン特設サイトの雑談掲示板でのユーザーネームは『★hime★』、掲示板によると、職業は「司祭」らしい。

### その他
ブーケ
声 - 内田彩
ゲームの世界に登場する妖精のナビゲーションNPC。ベールから妹になるように勧誘される。プラネテューヌの技術力により高度な会話を可能にする高性能AIが搭載されている。
アイエフ
声 - 植田佳奈
ゲームの世界では探検家になっている。
今作ではコンパと共にアイテム屋を経営しながら、ゆるくゲームを楽しんでいる。四女神オンライン特設サイトの雑談掲示板でのユーザーネームは『一陣の風』
コンパ
声 - さかいかな
ゲームの世界では薬師になっている。四女神オンライン特設サイトの雑談掲示板でのユーザーネームは『こんぱ』
タムソフト
声 - 小清水亜美
今作では鍛冶屋を経営していて、プレイヤーは彼女の店で装備を強化する。
マジェコンヌ
声 - たかはし智秋
本作ではストーリーには深く関わらないが、大量のナスが入ったカゴを背負っており、ナスが苦手なパープルハートに食べさせて苦しませるなどの悪事を行う。
ワレチュー
声 - ニーコ
ゲームの世界では冒険家になっている。リアルの姿のアバターが作れないため、人間のアバターにネズミの耳をつけた容姿となっている。四女神オンライン特設サイトの雑談掲示板でのユーザーネームは『ねずみ』
プルルート
声 - 花澤香菜
今作ではピーシェと共に裁縫師として衣装屋を経営している。四女神オンライン特設サイトの雑談掲示板でのユーザーネームは『あいりす』
ピーシェ
声 - 悠木碧
天王星 うずめ（てんのうぼし - ）
声 - 本多真梨子
ゲームの世界では格闘家になっている。四女神オンライン特設サイトの雑談掲示板でのユーザーネームは『うずめ』

### 敵
死神
声 - 小島英樹
魔王ジェスター
声 - 海老名翔太
本作の最終ボス。
ミノタウロス
声 - 田中美央
暗黒騎士
声 - 小山力也
チーター
声 - 松本梨香
謎の人物が四女神オンラインを破壊するべく送りこんだ違法改造モンスター。†黒猫姫†のアバターを改造している。
謎の人物
声 - 非公開
四女神オンラインに対して個人的な憎しみから滅ぼそうしている人物。死神とチーターを作った元凶。

## 主題歌
オープニングテーマ「ピコンでメタフィクション」
作詞・作曲 - 志倉千代丸 / 編曲 - 悠木真一 / 歌 - エラバレシ
エンディングテーマ「ログアウトしないで！」
作詞・歌 - Fuki / 作曲・編曲 - y0c1e / ギター - 伊藤タカシ / ベース - mao